# Felixsee
Felixsee est une commune allemande de l'arrondissement de Spree-Neisse, Land de Brandebourg.

## Géographie
La commune doit son nom à un lac.
Le quartier de Bloischdorf se situe dans la zone de peuplement traditionnelle des Sorabes.
La commune comprend les quartiers de Bloischdorf, Bohsdorf, Friedrichshain, Klein Loitz et Reuthen ainsi que les résidences d'Adamschenke, Ausbau, Bloischdorf-Kolonie, Bohsdorf-Vorwerk, Horlitza et Klein Loitz Vorwerk.
|           | Wiesengrund | Neiße-Malxetal |
| Spremberg | Felixsee    | Döbern         |
|           | Groß Düben  | Tschernitz     |

La Bundesstraße 156 passe au sud de la commune.

## Histoire
La commune de Felixsee est créée le 31 décembre 2001 à la suite de la fusion volontaire des communes de Bloischdorf, Bohsdorf, Friedrichshain et Klein Loitz. Le 26 octobre 2003, Reuthen rejoint Felixsee.

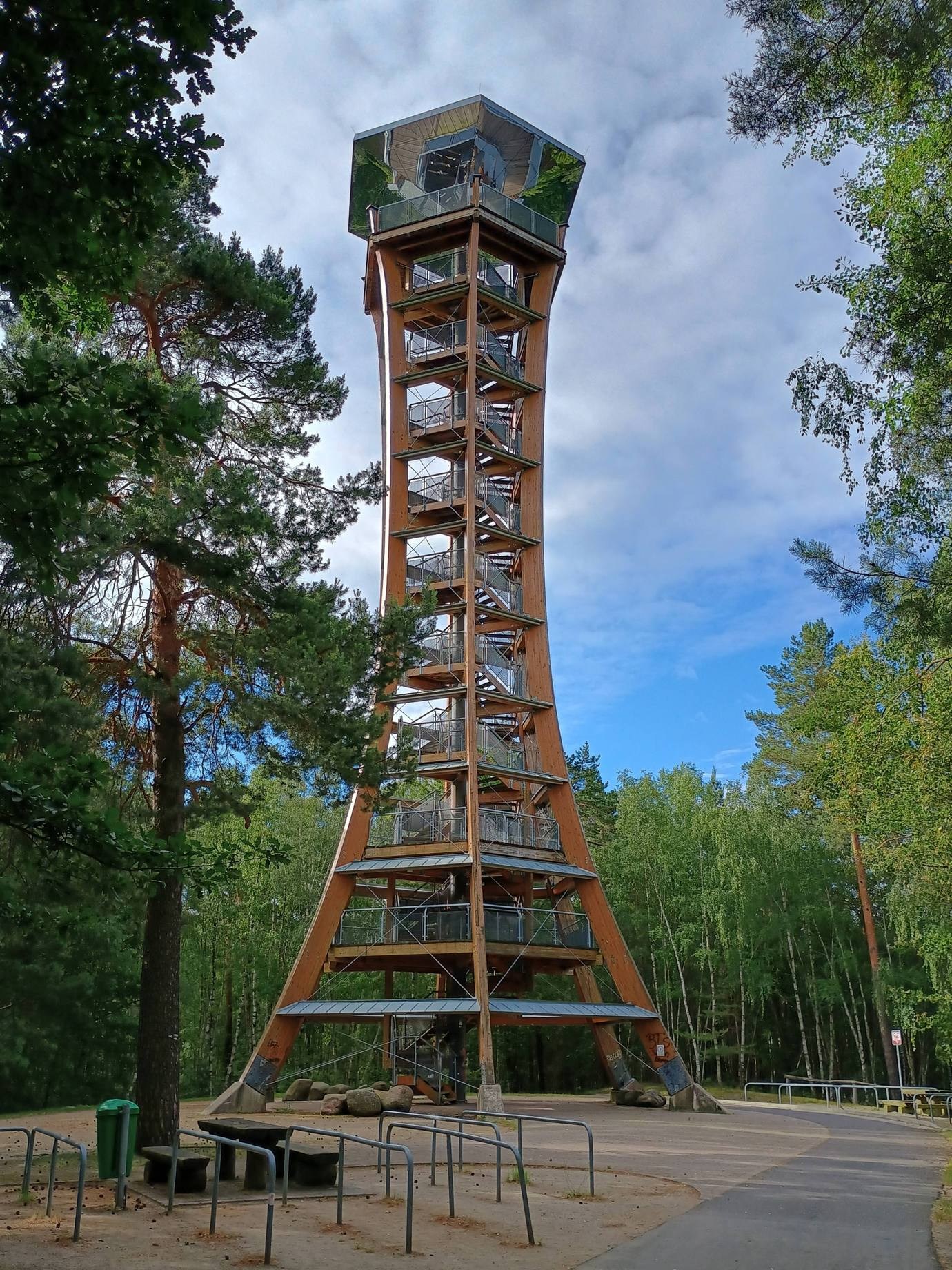
Tour d'observation à Bohsdorf

## Personnalités liées à la commune
- Carl Klinke (1840-1864), soldat prussien
- Erwin Strittmatter (1912-1994), écrivain
- Heinrich Scholz (1933-2003), homme politique né à Friedrichshain.
- Solveig Bolduan (née en 1958), sculptrice

## Source
- (de) Cet article est partiellement ou en totalité issu de l’article de Wikipédia en allemand intitulé « Felixsee (Gemeinde) » (voir la liste des auteurs).